# Phrynopus badius
Phrynopus badius es una especie de anfibio anuro de la familia Craugastoridae.

## Distribución geográfica
Esta especie es endémica de la región de Pasco en Perú. Se encuentra en el parque nacional Yanachaga Chemillén a unos 3000 m sobre el nivel del mar en la cordillera Yanachaga.

## Descripción
Las hembras miden de 19 a 21 mm.

## Publicación original
- Lehr, Moravec & Cusi, 2012: Two new species of Phrynopus (Anura, Strabomantidae) from high elevations in the Yanachaga-Chemillen National park in Peru (Departamento de Pasco). ZooKeys, vol. 235, n.º 235, p. 51-71[4]